# Troglohyphantes subalpinus
Troglohyphantes subalpinus là một loài nhện trong họ Linyphiidae.
Loài này thuộc chi Troglohyphantes. Troglohyphantes subalpinus được Konrad Thaler miêu tả năm 1967.